# Nadie sabe nada (programa de radio)
Nadie sabe nada es un programa de radio de humor e improvisación español, presentado por Andreu Buenafuente y Berto Romero. Producido por El Terrat, es retransmitido por la Cadena SER y distribuido por plataformas de pódcast y a través de redes sociales, en especial en YouTube. Empezó su emisión en 2013 y actualmente se encuentra en la undécima temporada. Las grabaciones del programa alternan las localizaciones en Madrid (Teatro Lara) y los estudios de Cadena SER en Barcelona. En 2022 se transformó en un programa multiplataforma siendo HBO Max su formato televisivo y la Cadena SER su formato radiofónico.

## Desarrollo del programa
A lo largo de cada programa, ambos presentadores conversan e improvisan sobre situaciones de la vida cotidiana. Los temas de los que se habla son propuestos por los oyentes, quienes envían por correo electrónico o Twitter sugerencias que son depositadas en una urna. Una vez se da por zanjado un tema, uno de los presentadores coge aleatoriamente otro papel de la urna y lee lo sugerido por el oyente; durante el desarrollo de un tema, el público también puede participar para aportar datos, hacer consultas o incluso proponer otra cuestión sobre la que hablar.

## Historia

### Primera temporada

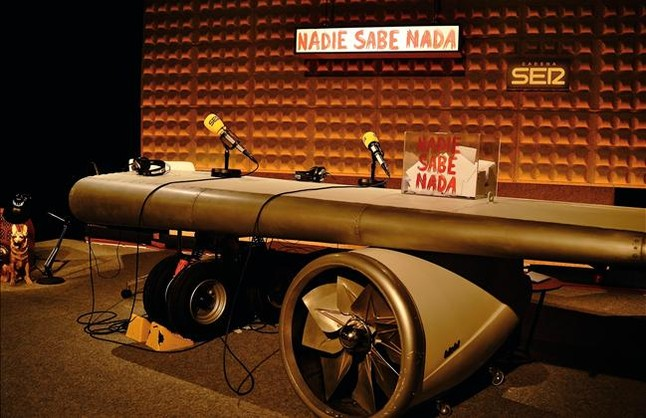
Durante la primera temporada en 2013 utilizaban un ala de avión como el escritorio principal del plató del programa.

La primera emisión del programa se realizó el 30 de junio de 2013. en la Cadena SER, de 19:00 a 20:00 horas, desde el estudio Toreski de Barcelona, con la producción de Ana Giménez, Ramón Juncosa, El Terrat y Cadena SER y guion de Andreu Buenafuente, Berto Romero, David Escardó y Rafel Barceló. La emisión del 18 de agosto de 2013 fue la octava y última emisión de la temporada. Cada programa fue también grabado en vídeo y publicado en YouTube.
El 25 de diciembre de 2013 presentaron en el canal de televisión TNT un show especial de Navidad con la misma temática que el programa de radio.

### Segunda temporada
Comenzó a emitirse el 1 de junio de 2014 desde el estudio Toreski de Radio Barcelona, los domingos de 20:00 a 21:00 horas. En este caso, el programa no se grabó en vídeo. El último de los 14 programas de la segunda temporada se emitió 7 de septiembre de 2014. Como curiosidad, durante el último programa de esta temporada surgió Words, un juego ideado por Andreu Buenafuente que más tarde se extendió y se volvió popular en sus programas de televisión.

### Tercera temporada
Arrancó el 3 de octubre de 2015 y se emitió cada sábado de 13:00 a 14:00 horas hasta el 16 de julio de 2016, contando esta temporada con 42 programas en total. Debido a la realización del programa de televisión Late motiv, presentado por Buenafuente, en Madrid, los últimos programas se emitieron desde esta ciudad en lugar de realizarlo desde Barcelona. En esta temporada se retomó la grabación de cada programa en vídeo.

### Cuarta temporada
Con el mismo horario que la temporada anterior, Nadie sabe nada volvió a emitirse en la Cadena SER el 3 de septiembre de 2016.

### Quinta temporada
Retoma sus emisiones en la Cadena SER el sábado 16 de septiembre de 2017, en la misma franja horaria que las dos anteriores temporadas

### Sexta temporada
Retoma sus emisiones en la Cadena SER el sábado 8 de septiembre de 2018, con un total de 44 episodios, con el cierre de la temporada el 6 de julio de 2019.

### Séptima temporada
El programa continúa con sus emisiones en el fin de semana de Cadena SER el sábado 7 de septiembre de 2019. Esta temporada contó con un total de 43 programas, dos de los cuales tuvieron una duración menor por coincidir con las declaraciones institucionales del Presidente del Gobierno durante el estado de alarma provocado por la pandemia. El 14 de Noviembre recibieron el premio Ondas junto con "La Resistencia"    

### Octava temporada
La octava temporada de Nadie sabe nada arrancó en la Cadena SER el 5 de septiembre de 2020. Esta temporada se caracteriza por la ausencia de público.

### Novena temporada
La novena temporada arrancó en la Cadena SER el 11 de septiembre de 2021. La principal novedad fue la vuelta del público, con un aforo reducido debido a la pandemia.

### Décima temporada
La décima temporada dio un salto cualitativo, convirtiéndose en un programa con formato multiplataforma tras ser presentada la idea a HBO ya que la audiencia consumía las anteriores temporadas mayormente en sus Televisión inteligente. De este modo, se iniciaron las emisiones en HBO Max en su formato televisivo y en la Cadena SER en su formato radiofónico, el 18 de junio de 2022. Se presentó un nuevo escenario con mayores recursos, escapadas y reportajes externos, cabecera animada con un nuevo tema musical y un rediseño del logotipo, y con un aforo equivalente al de antiguas ediciones. Durante esta temporada se grabaron episodios en México y Argentina, con dos programas desde México DF y tres desde Buenos Aires.

### Decimoprimera temporada
La temporada comenzó el 9 de septiembre de 2023. 

### Decimosegunda temporada
La temporada comenzó en 2024. 